# Модерен балет
Модерен балет (нарича се още съвременен балет) е форма на танц, който обединява елементи както от класическия балет, така и от модерния танц..
Счита се, че основите на съвременния балет са поставени от Джордж Баланчин (Георгий Мелитонович Баланчивадзе) - американски балетмайстор и хореограф от грузински произход. Неговият стил днес се нарича неокласически балет. Друг балетист, представител на модерния балет, който се учи от Баланчин, е Михаил Баришников – съветски и американски хореограф, танцьор и актьор, считан за един от най-добрите балетисти в света. Много класически балетни студиа също изпълняват модерен балет.